# Иосиф Сталин (пароход)
«Иосиф Сталин» — российский и советский грузо-пассажирский пароход со стальным корпусом тип «Графъ». При постройке и до 1930 года назывался «Графиня». Был потоплен артиллерийским огнём немецких войск на реке Волга в ночь с 26 на 27 августа 1942 года при эвакуации мирного населения из Сталинграда.

## История судна
Пароход «Графиня» был первым в серии судов, построенных по образцу парохода «Граф». Заказ был размещён в 1908 году, в 1909 году в Сормово был построен пароход «Графиня». В серию входили: «Граф» (1904), «Графиня» (1909), «Гражданин» (1910), «Баян» (1912) и «Витязь» (1912). В сентябре 1918 года суда были переименованы: «Граф» в «Усиевич», «Графиня» в «Иосиф Сталин», «Гражданин» в «Полководец Суворов», «Баян» в «Михаил Калинин», «Витязь» в «III Интернационал», а затем в «Волга» (июль 1957).
Пароход «Графиня» эксплуатировался компанией «Пароходное общество „По Волге“» и был окрашен в традиционные для этой компании цвета: корпус и труба были чёрными, надстройка белая, а на кожухе гребного колеса над названием судна размещалась золочёная шестиконечная звезда в белом круге. Также «Графиня» имела пароходный свисток, издававший присущий только судам компании «По Волге» звук, который отличались от судов других компаний более высоким и резким тоном. «Графиня», наравне с «Баяном», считалась одним из самых роскошных волжских пароходов. Расход топлива на одну индикаторную силу составлял 1,24 фунта.

## Эксплуатация
13 октября (30 сентября) 1912 года в районе Камышина пароход напоролся на камень и выбросился на берег

### Происшествия 1913 года

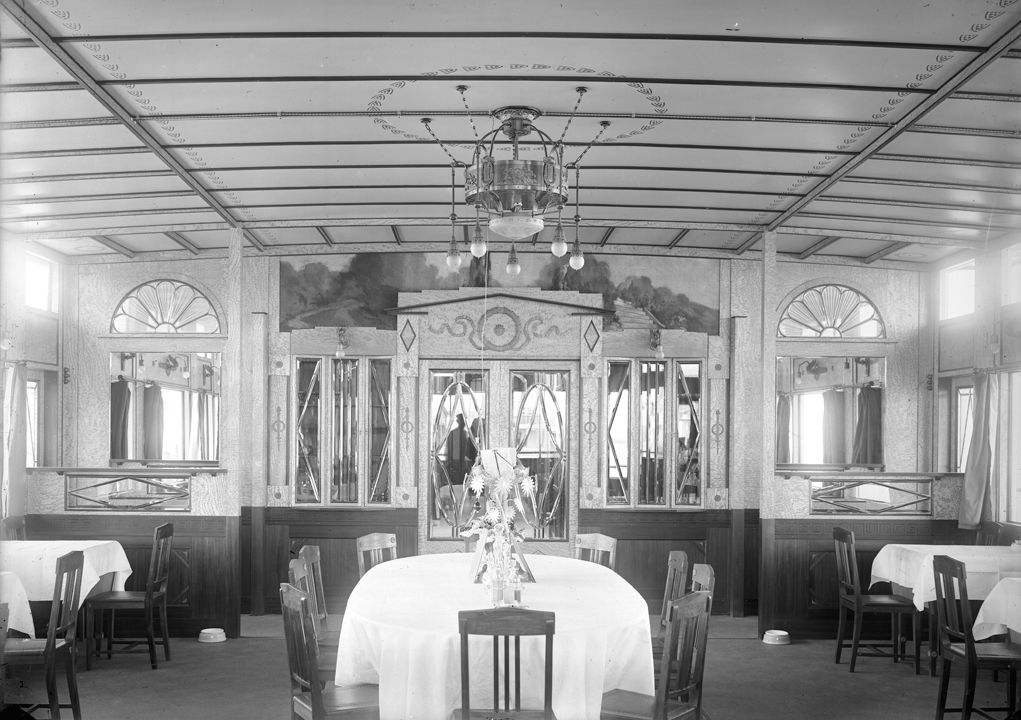
Столовая парохода «Графиня»

В 1913 году с пароходом «Графиня» произошло несколько крупных транспортных происшествий. 2 сентября (20 августа) пароход следовал в Казань. На Верхне-Лабышкинском перекате «Графиня» была отжата большим плотом-однорядком, который буксировался двумя буксирами, на песчаную отмель. Самостоятельно пароход сняться с мели не смог. Проходящий мимо пароход «Карамыш» в течение получаса пытался снять «Графиню» с мели, но безуспешно. После этого пароходы «Аввакум» и «Александр» также пытались снять «Графиню» с мели, но в результате они были вынуждены забрать пассажиров и уйти в Казань. И только в 10 часов вечера казённое судно «Екатерина» смогло освободить «Графиню».
В этом же году произошло ещё одно серьёзное происшествие у пристани Спасское (примерно 30 вёрст ниже Сызрани по течению). В Сызрани на борт «Графини» было принято около 1500 сезонных рабочих (жнецов). Это количество значительно превосходило стандартную пассажировместимость судна. Около 400 пассажиров было размещено на средней палубе, а остальные были погружены на верхнюю палубу. На этой же палубе размещалась капитанская рубка. Ещё при погрузке в Сызрани капитану делали замечания, что размещение такого количества людей на верхней палубе может привести к происшествию. Однако, несмотря на то, что на судах других пароходств подобное размещение было недопустимым, судно вышло в Спасск. Во время следования судна рабочие на верхней палубе устроили танцы и судно стало крениться на левый борт. По прибытии в Спасское на верхнюю палубу были поданы сходни и пассажиры столпились у сходней. Разгрузка проходила медленно и подпорки на средней палубе начали скрипеть. В 20.15, когда на верхней палубе осталось примерно 150 человек, подпорки разрушились и верхняя палуба обрушилась на среднюю. Образовался провал в средней части верхней палубы, включая вход на капитанский мостик. Пассажиры средней палубы (I и II классы) оказались под обломками верхней палубы. В панике оставшиеся на верхней палубе пассажиры стали прыгать в провал на среднюю палубу. К счастью среди пассажиров оказались доктор и студент 1-го курса мединститута, которые стали оказывать первую помощь пострадавшим, извлечённым из-под обломков. Серьёзно пострадали 12 человек, а также многие получили царапины и ушибы. Судно смогло продолжить движение в 1 час ночи. О происшествии телеграммой было сообщено в Хвалынск. Были запрошены врачи и медицинские материалы для оказания помощи пострадавшим, которые были доставлены на борту «Графини». Для размещения пострадавших были использованы столовые..

## Гражданская война и послевоенная эксплуатация
В 1918 году во время Гражданской войны пароход «Графиня» сгорел в районе Царицына. Судно, зимовавшее в Царицынском затоне, загорелось одновременно с пароходом «Самара». Огонь охватил надстройки обоих судов, выполненные из дерева, и грозил перекинуться на другие суда, зимовавшие в затоне. Благодаря активным действиям пожарно-спасательного парохода «Гаситель» полного выгорания затона удалось избежать.
В 1930 году пароход «Графиня» был восстановлен и переименован в «Иосиф Сталин». В 1938 году капитаном парохода «Иосиф Сталин» становится Иван Семёнович Рачков.

## Сталинградская битва
К 26 августа по левому берегу Волги напротив Сталинграда на якорях стояли все крупные грузо-пассажирские и пассажирские суда, которые были застигнуты в городе неожиданным прорывом немецких танков к Волге севернее Сталинграда. На рейде были: «Парижская коммуна», «Михаил Калинин», «Иосиф Сталин», «Чичерин», «Клим Ворошилов», «Таджикия». Движение вниз по Волге, в сторону Астрахани, было ограничено ввиду минной опасности. Фарватер выше Сталинграда простреливался с берега частями XIV танкового корпуса Витерсгейма. Сам Сталинград и портовая инфраструктура подвергалась неоднократным бомбардировкам. 23 августа у входа в Сталинградский затон был уничтожен (сгорел) пароход «Красноармеец». В этих условиях суда, неподвижно стоящие на рейде, подвергались большой опасности и, что было особенно важно в условиях военного времени, они простаивали, не принося пользы.
Пароход «Иосиф Сталин» был вооружён зенитной пушкой и крупнокалиберными пулемётами. Командиром расчёта был лейтенант Ягодкин. 23 августа «Иосиф Сталин» принял пассажиров: это были семьи работников НКВД, в основном, женщины и дети. Однако уйти в этот день он не смог. Днём 24 августа артиллерийским огнём с берега и бомбардировкой с воздуха было потоплено пассажирское судно «Композитор Бородин», на котором находилось 700 человек. Погибло около 400 человек. Нарком речного флота Зосима Алексеевич Шашков закрыл навигацию в районе Сталинграда.
В Сталинграде было проведено совещание представителей наркомата Речного флота, Нижневолжского пароходства и командования Сталинградского фронта, на котором было принято решение о прорыве судов в сторону Саратова и Куйбышева. Пробный прорыв совершил теплоход «Таджикия». Несмотря на обстрел в районе Акатовки и авианалёт, судно прорвалось и капитан доложил из Камышина, что опасная зона проходима. После этого сообщения нарком речного флота принял решение об отправке пассажирских судов.
Дополнительная погрузка мирного населения на борт «Иосифа Сталина» проходила на пристани у завода «Красный Октябрь» с утра 26 августа. Всего было принято на борт около 1200 человек.

### Гибель судна
В ночь на 27 августа пароход направился в Куйбышев совместно с пароходом «Михаил Калинин» и теплоходом «Парижская Коммуна». «Иосиф Сталин» шёл замыкающим в колонне, когда в районе Акатовка — Ры́нок караван подвергся обстрелу с оккупированного (западного) берега Волги. При появлении судов противник запустил осветительную ракету и с помощью громкоговорителей на русском языке приказал стать на якорь
: «Русский пароходы, сдавайсь. Не будешь — будем стрелять пушка».
Суда сбросили ход и начали маневрирование. «Парижская коммуна», имитируя выполнение приказа, приблизилась вплотную к правому берегу, который заканчивался высоким обрывом, и, дав полный ход, попыталась проскочить опасный участок. Под обрывом образовалась мёртвая зона, по которой прошла «Парижская Коммуна», а за ней «Михаил Калинин». В это время немцы стали выдвигать к обрыву орудия. Несмотря на манёвр, пароходы не смогли выйти из-под обстрела, и на обоих судах были попадания, вызвавшие пожары, которые были потушены силами команд.
К моменту прохождения участка «Иосифом Сталиным» орудия были выдвинуты максимально вперёд и мёртвой зоны уже не было. Капитан Иван Семёнович Рачков принял решение не приближаться к берегу, а полным ходом проскочить зону поражения. Траектория судна проходила в 200 метрах от орудий, и противник без проблем расстреливал корабль. Первым было попадание во второй дек правого борта, после чего пассажиры бросились на безопасный левый борт. В результате сместилась центровка и пароход накренился, обнажая нижнюю часть обшивки, за которой находилось машинное отделение. На пароходе вспыхнул пожар, усугублённый большим количеством деревянных надстроек. Один из снарядов попал в машинное отделение и вывел из строя пожарное оборудование. Другой снаряд повредил привод руля.
Пароход потерял ход и стал дрейфовать вниз по течению. Многие пассажиры и члены команды погибли во время пожара и от артиллерийского обстрела. Оставшиеся в живых стали бросаться за борт. Капитан И. С. Рачков управлял судном и руководил спасательными работами, находясь в рулевой рубке. Иван Семёнович решил посадить пароход на песчаный осерёдок «Ахтубинский», чтобы пассажиры и команда могли спастись на отмели. Один из снарядов попал в рубку, и Иван Семёнович был смертельно ранен. Первый штурман А. Г. Строганов (старший помощник) довёл судно до осерёдка, что дало возможность спастись части людей. Сам старпом вскоре был ранен осколком в голову и погиб вместе с судном. Судно затонуло на малой глубине, и над поверхностью Волги осталась мачта с красным флагом. Капитан Иван Семёнович Рачков оставался на своём посту и руководил спасением судна, пассажиров и перевозимых грузов до самой смерти. Члены экипажа привязали тело капитана И. С. Рачкова к дивану-скамейке и спустили в воду. Позже тело было подобрано на переправе.
На помощь горящему судну и людям, выбравшимся на осерёдок, был отправлен баркас «Наблюдатель» под командованием капитана И. И. Исакова, который спас несколько десятков человек. Большинство из спасённых имели ожоги и ранения. Всего с парохода «Иосиф Сталин» спаслось около 200 человек.
А. С. Чуянов пишет, что теплоход вынужден был выброситься на отмель в 100 метрах от противника.
Поэт Виталий Иванович Бирюков, житель села Заплавное вспоминал:

У нас в селе было развернуто несколько госпиталей. Мы, мальчишки, насмотрелись страданий людских. А тут ещё хуже: в конце августа к наплавному мосту начало один за другим прибивать утопленников. Их вылавливали баграми и отвозили к сельсовету. Оказалось — это пассажиры со «Сталина».

### Расследование
После трагедии проводилось расследование, опрашивались оставшиеся в живых члены экипажа. Объяснительные сопровождались характеристикой политотдела пароходства на каждого из опрошенных. В результате расследования было признано, что экипаж парохода «Иосиф Сталин» вёл себя героически и сделал всё необходимое в сложившейся ситуации.
Указом Президиума Верховного Совета СССР от 6 сентября 1943 года Иван Семёнович Рачков посмертно награждён орденом Ленина.

## Капитаны парохода «Графиня» («Иосиф Сталин»)
- Кейстович Фёдор Карлович (1864—1912)[19]
- Рачков Иван Семёнович (1899—1942)

## Поиски судна
В 2012 году в рамках поисковой экспедиции «Тайны сталинградских конвоев — 2012» предпринимались попытки найти суда, погибшие во время Сталинградской битвы, в том числе и пароход «Иосиф Сталин». В августе 2012 года были найдены обломки, названные объект «Иосиф Сталин», однако однозначной идентификации с конкретным судном пока нет.

## Память

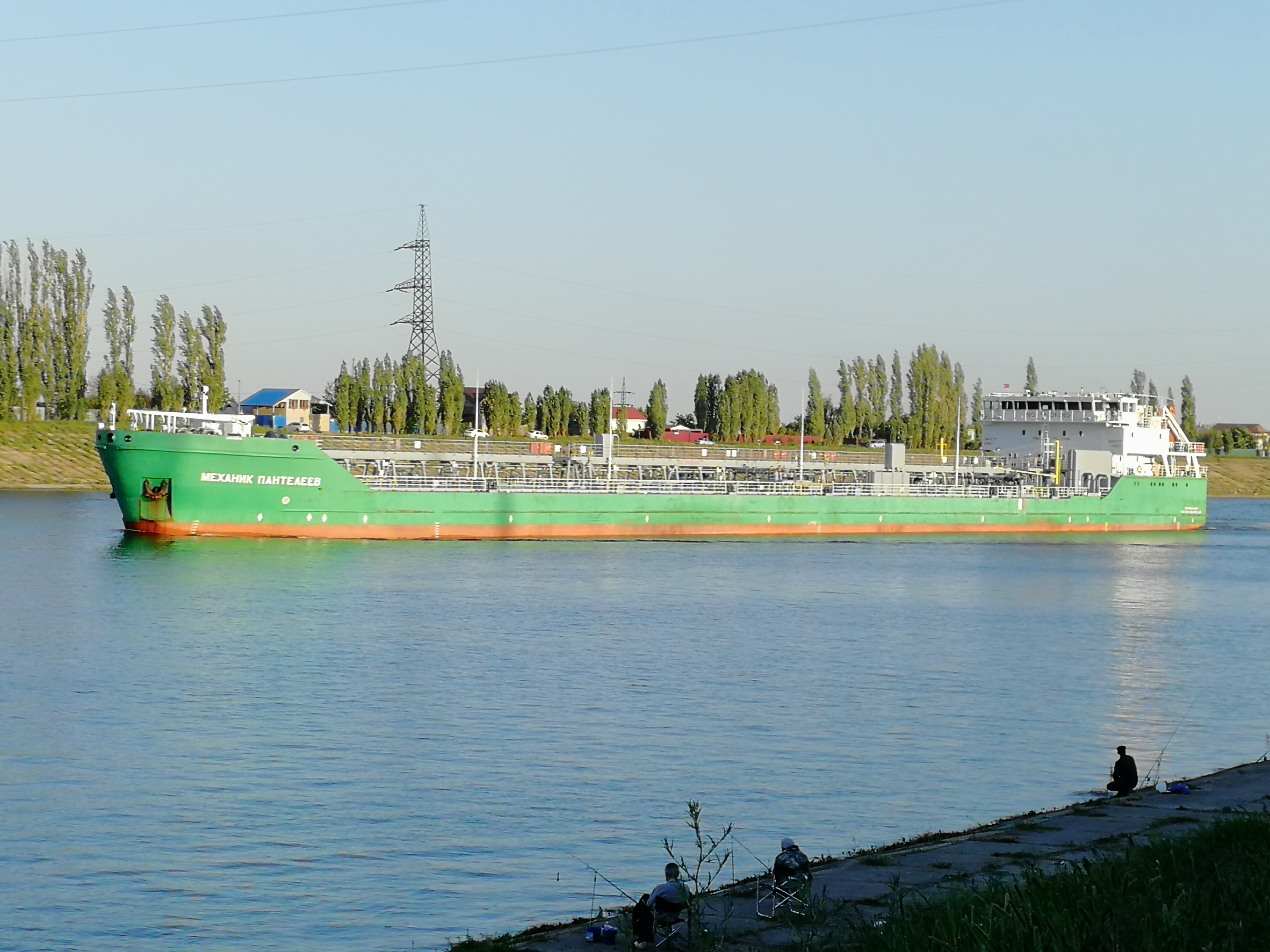
Танкер «Механик Пантелеев»

В честь первого помощника механика парохода «Иосиф Сталин» Якова Игнатьевича Пантелеева был назван танкер проекта 19614 (тип Нижний Новгород) «Механик Пантелеев», спущенный на воду 11 июня 2011 года на заводе «Красное Сормово».